# Tito Mendoza
Tito Mendoza (* Portoviejo, Ecuador, 10 de diciembre de 1993) es un futbolista ecuatoriano que juega de volante en el Deportivo Colón de su ciudad natal.

## Clubes
| Club              | País    | Año       |
| ----------------- | ------- | --------- |
| LDU de Portoviejo | Ecuador | 2010-2011 |
| 5 de Julio        | Ecuador | 2011-2012 |
| Grecia de Chone   | Ecuador | 2012      |
| LDU de Portoviejo | Ecuador | 2013      |
| 5 de Julio        | Ecuador | 2014-2015 |
| Deportivo Colón   | Ecuador | 2016      |

### Estadísticas
| Club                        | Temporada | Liga  | Liga  | Copa Nacional | Copa Nacional | Copa Internacional | Copa Internacional | Total | Total |       |
| Club                        | Temporada | Part. | Goles | Part.         | Goles         | Part.              | Goles              | Part. | Goles | Asis. |
| --------------------------- | --------- | ----- | ----- | ------------- | ------------- | ------------------ | ------------------ | ----- | ----- | ----- |
| LDU de Portoviejo · Ecuador | 2010      | 1     | 0     | -             | -             | -                  | -                  | 1     | 0     | -     |
| LDU de Portoviejo · Ecuador | 2011      | 0     | 0     | -             | -             | -                  | -                  | 0     | 0     | -     |
| Total                       | Total     | 1     | 0     | -             | -             | -                  | -                  | 1     | 0     | -     |
| 5 de Julio · Ecuador        | 2011      | 1     | 0     | -             | -             | -                  | -                  | 1     | 0     | -     |
| 5 de Julio · Ecuador        | 2012      | 11    | 1     | -             | -             | -                  | -                  | 11    | 1     | -     |
| Total                       | Total     | 12    | 1     | -             | -             | -                  | -                  | 12    | 1     | -     |
| Grecia de Chone · Ecuador   | 2012      | 1     | 0     | -             | -             | -                  | -                  | 1     | 0     | -     |
| Total                       | Total     | 1     | 0     | -             | -             | -                  | -                  | 1     | 0     | -     |
| LDU de Portoviejo · Ecuador | 2013      | 7     | 0     | -             | -             | -                  | -                  | 7     | 0     | -     |
| Total                       | Total     | 7     | 0     | -             | -             | -                  | -                  | 7     | 0     | -     |
| 5 de Julio · Ecuador        | 2014      | 28    | 4     | -             | -             | -                  | -                  | 28    | 4     | -     |
| 5 de Julio · Ecuador        | 2015      | 5     | 0     | -             | -             | -                  | -                  | 5     | 0     | -     |
| Total                       | Total     | 33    | 4     | -             | -             | -                  | -                  | 33    | 4     | -     |
| Total                       | Total     | 54    | 5     | -             | -             | -                  | -                  | 54    | 5     | -     |

- Actualizado al 02.12.15